# HD 88955
q Velorum (q Vel / HD 88955 / HR 4023) es una estrella en la constelación de Vela de magnitud aparente +3,84. 
No debe ser confundida con Q Velorum (HD 88206).
Situada a 103 años luz de distancia del sistema solar, q Velorum es una estrella blanca de la secuencia principal de tipo espectral A2V.
Tiene una temperatura superficial de 8707 K y un radio 2,2 veces más grande que el del Sol.
Rota con una velocidad proyectada —valor mínimo que depende de la inclinación de su eje de rotación— de 103 km/s.
Su luminosidad es 22 veces superior a la luminosidad solar.
Sus características físicas son muy parecidas a las de Alfecca Meridiana (α Coronae Australis) o ι Delphini, siendo su masa 2,2 veces mayor que la del Sol.
Su edad se estima en 300 millones de años.
A diferencia de algunas estrellas de tipo A, q Velorum no es una estrella químicamente peculiar y muestra una metalicidad —abundancia relativa de elementos más pesados que el helio— similar a la del Sol ([Fe/H] = +0,06).
Los contenidos de carbono, oxígeno, silicio y calcio son igualmente cercanos a los solares, pero esta semejanza desaparece para elementos como sodio, escandio, itrio o estroncio, mucho más abundantes en q Velorum.
Por ejemplo, la abundancia relativa de estroncio es 4,5 veces más elevada que en el Sol.